# Collegio plurinominale Campania 2 - 03
Il collegio elettorale plurinominale Campania 2 - 03 è stato un collegio elettorale plurinominale della Repubblica Italiana per l'elezione della Camera tra il 2017 ed il 2022.

## Territorio
Come previsto dalla legge elettorale italiana del 2017, il collegio era stato definito tramite decreto legislativo all'interno della circoscrizione Campania 2.
Il collegio comprendeva la zona definita dai quattro collegi uninominali Campania 2 - 07 (Scafati), Campania 2 - 08 (Salerno), Campania 2 - 09 (Battipaglia) e Campania 2 - 10 (Agropoli).

## Dati elettorali

### XVIII legislatura
Come previsto dalla legge elettorale, 386 deputati erano eletti in 63 collegi plurinominali con ripartizione proporzionale a livello nazionale tra le coalizioni e le singole liste che avessero superato la soglia di sbarramento stabilita.
Nel collegio venivano eletti 13 deputati.
| Liste          | Liste                                       | Proporzionale | Proporzionale | Proporzionale | Maggioritario | Maggioritario | Maggioritario |  |
| Liste          | Liste                                       | Voti          | %             | Seggi         | Voti          | %             | Seggi         |  |
| -------------- | ------------------------------------------- | ------------- | ------------- | ------------- | ------------- | ------------- | ------------- |  |
|                | Movimento 5 Stelle                          | 238 121       | 40,18         | 3             | 238 121       | 40,18         | 3             |  |
|                | Forza Italia                                | 113 677       | 19,18         | 2             | 192 200       | 32,43         | 1             |  |
|                | Lega                                        | 33 172        | 5,60          | 1             | 192 200       | 32,43         | 1             |  |
|                | Fratelli d'Italia                           | 28 972        | 4,89          | 1             | 192 200       | 32,43         | 1             |  |
|                | Noi con l'Italia – UDC                      | 16 379        | 2,76          | –             | 192 200       | 32,43         | 1             |  |
|                | Partito Democratico                         | 95 221        | 16,07         | 1             | 119 496       | 20,16         | –             |  |
|                | +Europa                                     | 9 621         | 1,62          | –             | 119 496       | 20,16         | –             |  |
|                | Civica Popolare                             | 7 656         | 1,29          | –             | 119 496       | 20,16         | –             |  |
|                | Italia Europa Insieme                       | 6 998         | 1,18          | –             | 119 496       | 20,16         | –             |  |
|                | Liberi e Uguali                             | 20 757        | 3,50          | 1             | 20 757        | 3,50          | –             |  |
|                | Potere al Popolo!                           | 7 013         | 1,18          | –             | 7 013         | 1,18          | –             |  |
|                | Il Popolo della Famiglia                    | 4 296         | 0,72          | –             | 4 296         | 0,72          | –             |  |
|                | Italia agli Italiani (FN - MSFT)            | 3 522         | 0,59          | –             | 3 522         | 0,59          | –             |  |
|                | CasaPound                                   | 3 104         | 0,52          | –             | 3 104         | 0,52          | –             |  |
|                | Partito Comunista                           | 1 888         | 0,32          | –             | 1 888         | 0,32          | –             |  |
|                | Partito Valore Umano                        | 929           | 0,16          | –             | 929           | 0,16          | –             |  |
|                | Per una Sinistra Rivoluzionaria (PCL - SCR) | 718           | 0,12          | –             | 718           | 0,12          | –             |  |
|                | 10 Volte Meglio                             | 565           | 0,10          | –             | 565           | 0,10          | –             |  |
| Totale         | Totale                                      | 592 609       | 100           | 9             | 592 609       | 100           | 4             |  |
|                |                                             |               |               |               |               |               |               |  |
| Schede bianche | Schede bianche                              | 9 594         | 1,56          |               |               |               |               |  |
| Schede nulle   | Schede nulle                                | 14 275        | 2,32          |               |               |               |               |  |
| Votanti        | Votanti                                     | 616 478       | 71,38         |               |               |               |               |  |
| Elettori       | Elettori                                    | 863 712       |               |               |               |               |               |  |

## Eletti

### Eletti nei collegi uninominali
Eletti nel Movimento 5 Stelle
     Eletti nella coalizione di centro-destra (Lega - FI - FdI - NcI-UDC)
| Collegio uninominale | Eletto | Eletto           | Partito |
| -------------------- | ------ | ---------------- | ------- |
| 7. Scafati           |        | Virginia Villani | M5S     |
| 8. Salerno           |        | Nicola Provenza  | M5S     |
| 9. Battipaglia       |        | Nicola Acunzo    | M5S     |
| 10. Agropoli         |        | Marzia Ferraioli | FI      |

1. ↑  In data 20.05.2020 aderisce al gruppo misto, non iscritti; in data 15.01.2021 alla componente «Centro Democratico»; in data 10.05.2022 al gruppo Forza Italia - Berlusconi Presidente.

### Eletti nella quota proporzionale
| Movimento 5 Stelle                         | Forza Italia                | Partito Democratico | Lega                  | Fratelli d'Italia | Liberi e Uguali |
| ------------------------------------------ | --------------------------- | ------------------- | --------------------- | ----------------- | --------------- |
|                                            |                             |                     |                       |                   |                 |
| Angelo Tofalo Anna Bilotti Cosimo Adelizzi | Enzo Fasano Luigi Casciello | Marco Minniti       | Gianluca Cantalamessa | Edmondo Cirielli  | Federico Conte  |

1. ↑  In data 21.06.2022 aderisce al gruppo Insieme per il futuro.
2. ↑  Deceduto in data 23.01.2022; gli subentra in data 25.01.2022 Rossella Sessa, che in data 27.07.2022 aderisce al gruppo misto, non iscritti.
3. ↑  In data 28.07.2022 aderisce al gruppo misto, non iscritti.
4. ↑  Dimissionario in data 11.03.2021 (assume la carica di consulente presso Leonardo a guida della Fondazione Med-Or); gli subentra Eva Avossa in pari data.